# Macrocranion

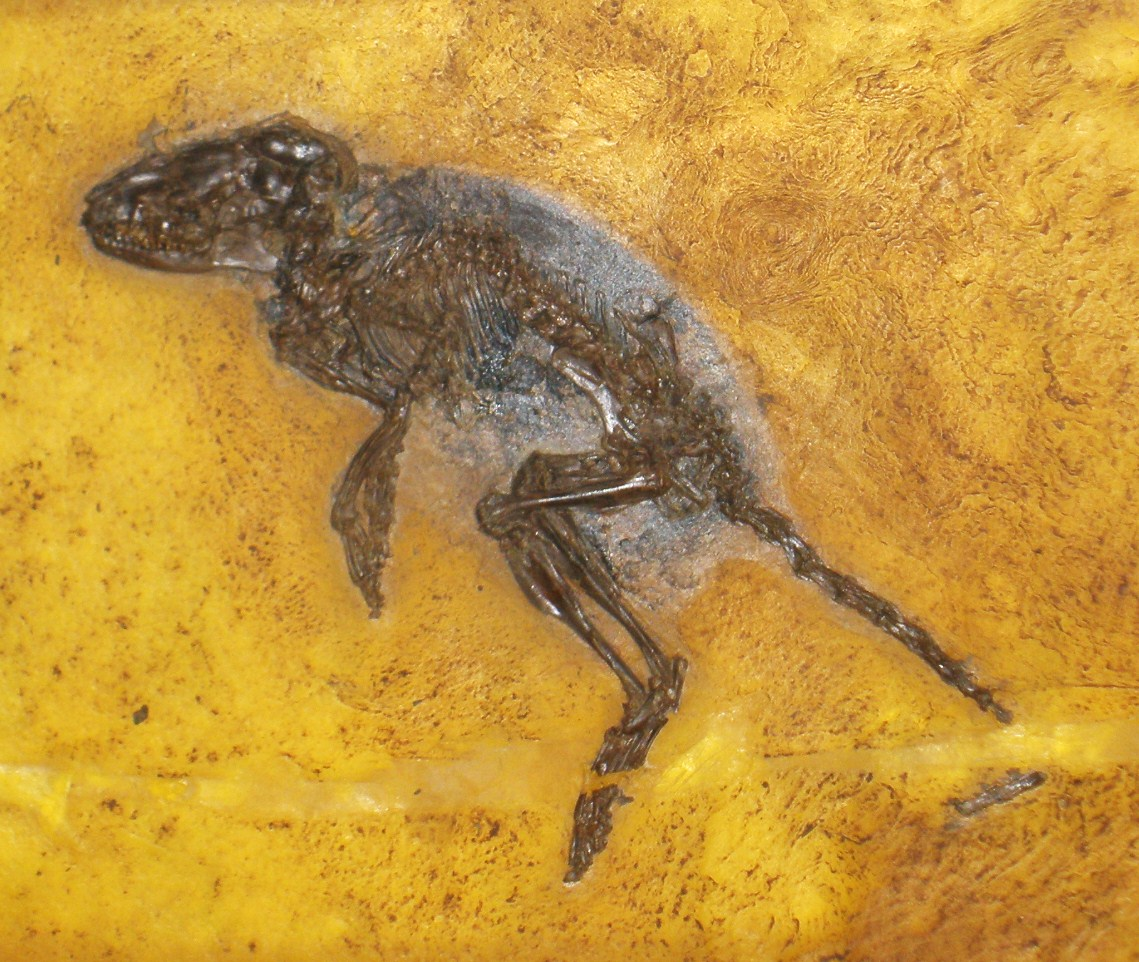
Hóa thạchM. tupaiodon

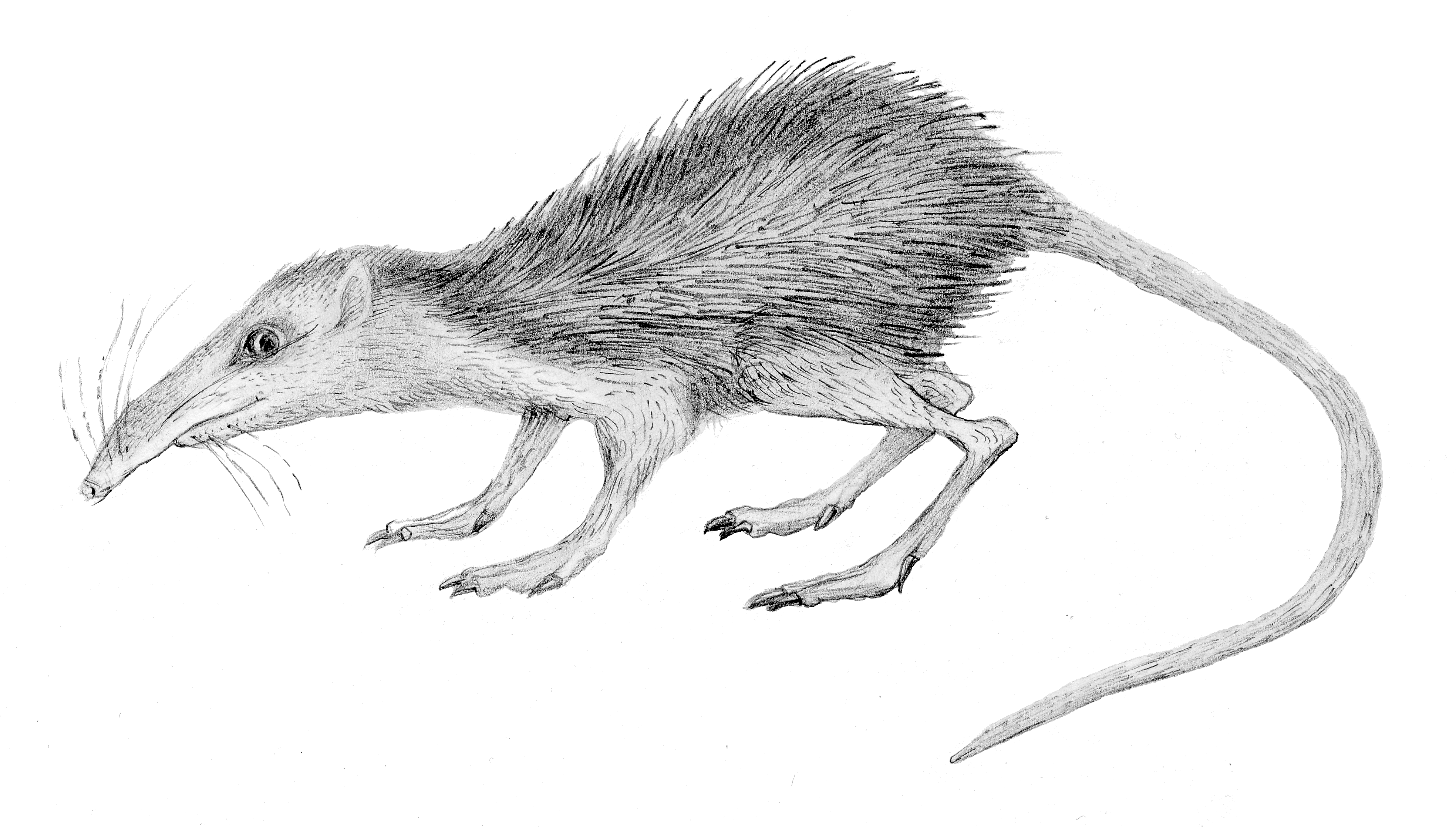
Phục dựng M. tenerum

Macrocranion là một chi động vật có vú đã tuyệt chủng từ thế Eocene của châu Âu và Bắc Mỹ. Những hóa thạch khác thường này được tìm thấy ở vùng Messel Pit của Đức. Các loài Macrocranion thường được mô tả như là động vật ăn thịt ở tầng dưới của rừng, có kích thước bằng con sóc nhỏ nhưng với chân tay dài hơn.